# Pietro Bembo
Pour les articles homonymes, voir Bembo.
Œuvres principales
Gli Asolani
Pietro Bembo, né le 20 mai 1470 à Venise, mort le 18 janvier 1547 à Rome, est un écrivain, poète, bibliothécaire, historien, traducteur, théoricien de la littérature et essayiste vénitien, cardinal de l'Église catholique.
Figure influente du développement de la langue italienne, et plus spécifiquement du toscan, comme langue littéraire, il a codifié l’italien pour l’usage moderne standard. Les écrits de ce restaurateur de la poésie lyrique italienne ont contribué à la renaissance de l’intérêt pour les œuvres de Pétrarque au XVIe siècle. Ses idées ont également joué un rôle décisif dans la formation du madrigal, la forme musicale profane la plus importante du XVIe siècle. La police de caractère Bembo a été dénommée en son honneur.

## Biographie

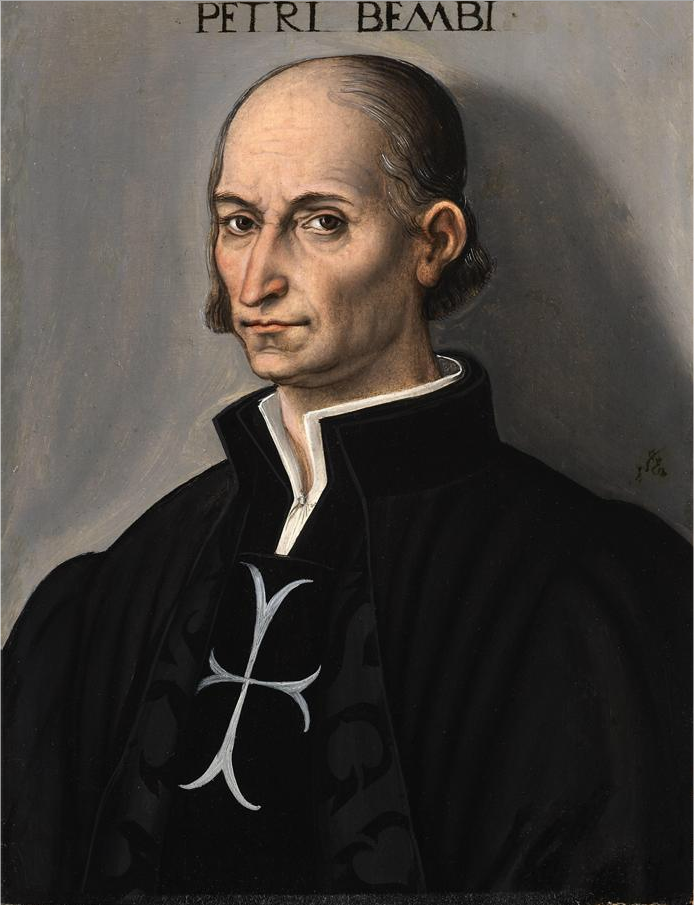
Portrait miniature de Bembo portant la robe de chevalier de Malte, peint au milieu des années 1530 par Lucas Cranach le Jeune.

Issu d’une ancienne famille patricienne vénitienne originaire de Bologne, Bernardo Bembo (marié à Elena Morosini en 1462), son père, sénateur et ambassadeur de la République sérénissime, a marqué son intérêt pour la littérature italienne, en restaurant le tombeau de Dante à Ravenne. Encore enfant, Pietro a suivi son père dans beaucoup de ses ambassades, dont Florence, où il a appris à apprécier et aimer le toscan, de préférence à la langue de sa ville natale, élément déterminant pour l’histoire littéraire et musicale italienne.
Arrivé le 4 mai 1492 à Messine avec son ami et condisciple Angelo Gabriel il y étudie, de 1492 à 1494, le grec avec l’érudit byzantin néoplatonicien Constantin Lascaris, acteur du renouveau des lettres grecques en Occident. Sa correspondance avec des écrivains messins, dont le Maurolico, et la présence de son fidèle ami et secrétaire Cola Bruno, qui le suivit à Venise et resta près de lui toute la vie, reflètera à jamais son séjour sicilien:13.
De retour en Italie, il étudie la philosophie à l’université de Padoue, puis collabore, à Venise, activement avec Alde Manuce (Aldo Manuzio), entrant dans son programme éditorial avec la publication en 1495 de la grammaire grecque de Constantin Lascaris (appelée Erotemata) que lui et son compagnon Angelo Gabriel avaient apportée de Messine:13. Il entre en littérature, en février 1495, avec la publication par Alde l'Ancien (Aldo Manuzio ou Alde Manuce), à Venise, du dialogue latin De Aetna a Angelum Gabrielem liber (it), où il relate son séjour en Sicile et son ascension de l’Etna:13. Dans ses écrits latins, il s’est surtout attaché à reproduire le style de Cicéron.
Il suit son père à Ferrare, alors important centre littéraire et musical, et passe les années 1497 à 1499 à la cour d’Hercule Ier d'Este, où il a rencontré L'Arioste et commencé à élaborer sa première œuvre, Gli Asolani, dialogue sur le thème de l’amour courtois. Rappelant Boccace et Pétrarque, les poèmes de cet ouvrage, ont été largement mis en musique au XVIe siècle. Bembo lui-même préférait être interprété par une chanteuse accompagnée d’un luth, ce qui lui fut accordé lorsqu’il rencontra Isabelle d’Este en 1505, et il lui envoya un exemplaire de son ouvrage.
Revenu à Ferrare, en 1502, il y rencontre Lucrèce Borgia, alors épouse d’Alphonse d’Este, avec qui il entretient une liaison. Ferrare étant alors en guerre avec Venise pour le contrôle de la Polésine, de Rovigo et du marché du sel (« guerre du sel »), il quitte la ville, en 1505, pour échapper à la peste qui décime la population.
Séjournant à Urbino de 1506 à 1512, il commença à y rédiger une de ses œuvres majeures, Prose nelle quali si ragiona della volgar lingua (it), traité en prose sur l’écriture poétique en italien, qui ne paraîtra qu’en 1525. En 1513, il suivit Jules de Médicis, futur pape Clément VII, à Rome, où son cousin le pape Léon X, protecteur de nombreux savants et érudits présents dans la Ville Éternelle, le voulait, à ce titre, pour secrétaire aux brefs latins, et lui accorda de riches bénéfices:17. De ces années date une discussion avec Pic de la Mirandole sur la question de l’imitation des classiques:18. Il était l’ami de Latino Giovenale Manetti (it), et de Bernardo Cappello (it) qui le reconnaissait explicitement comme son maître et que l’on considère comme son disciple le plus important.

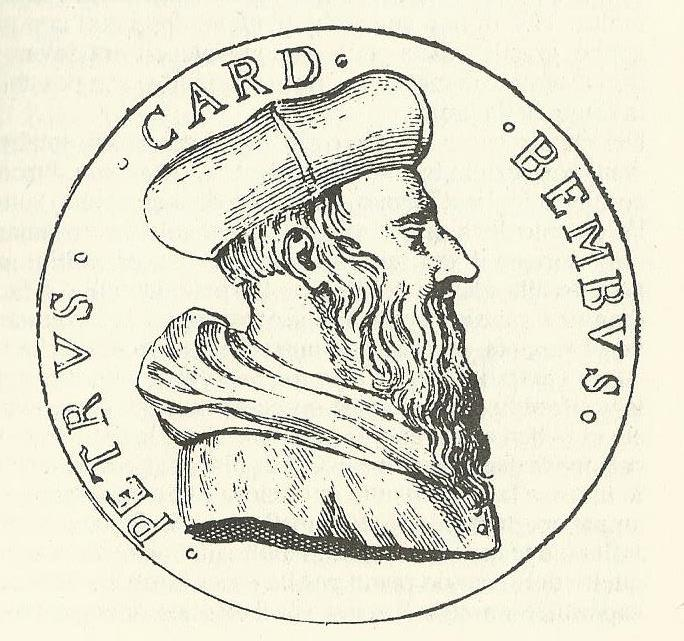
Dessin d’une médaille de 1539 représentant Pietro Bembo.

En 1514, il devint membre de l'ordre des Hospitaliers
. Après la mort du souverain pontife, en 1521, il se retira, la santé diminuée, à Padoue, où vivait sa maîtresse Faustina Morosina della Torre, qu’il a célébrée dans ses vers et dont il eut trois enfants, prénommés Torquato, Lucilio et Hélène, en 20 ans:18. C’est au cours de ce séjour à Padoue qu’il publie, à Venise, Prose della volgar lingua, en 1525. En 1529, il accepte le poste d’historiographe de la république de Venise et, peu de temps après, se vit octroyer le poste de conservateur de la bibliothèque Marciana:19.
Le 20 décembre 1538, le pape Paul III le nomma cardinal diacre in pectore (révélé le 10 novembre 1539), avec le titre de Saint-Cyriaque-des-Thermes, ce qui le ramène à Rome, où, en 1539, il fut ordonné prêtre. Il a alors abandonné ses études en littérature classique, pour se consacrer à la théologie et à l’histoire classique.
En 1541, il fut nommé administrateur apostolique de Gubbio où il resta jusqu’en 1544, date à laquelle il devint l’administrateur apostolique de Bergame. Le diocèse de Bergame, plus riche que celui d’Eugubina (Gubbio), lui permit d’apurer les dettes diverses contractées en 1543 pour richement doter sa fille Hélène, mais son âge avancé et la goutte ne lui permirent pas de se rendre à Bergame, où il nomma son pupille, Vittore Soranzo, évêque coadjuteur avec droit de succession:19.
Alors qu’il atteignait sa soixante dix-septième année, chacun étant persuadé qu’en cas de vacance du Saint-Siège, il serait élu pape, un jour qu’il allait à cheval, à la campagne, il se heurta le côté en passant par une porte trop étroite. L’âge aggrava les suites de cet accident, et, après une fièvre lente, il mourut avec résignation et piété. À sa mort, il fut enterré à Rome dans l’église de Santa Maria sopra Minerva ; sa pierre tombale est située à gauche du maître-autel. La basilique Saint-Antoine de Padoue comporte également un monument, œuvre de l’architecte Andrea Palladio, qui lui est dédié.

## Œuvre
Comme écrivain, Bembo est l’un des plus éminents représentants des cicéroniens, un groupe qui visait à restaurer un style inspiré par le classicisme romain, marqué par l’imitation de deux principaux modèles de langue latine (également transposés dans la langue vernaculaire) : Cicéron pour la prose et Virgile pour la poésie.
Il fut également l’initiateur du pétrarquisme (it), dont il a prôné le style comme exemple de pureté lyrique et comme modèle absolu. Ses recommandations amèneront les poètes de son époque à prendre en exemple et à imiter la rime pétrarquienne. Bembo a non seulement contribué à remettre à la mode l’œuvre de Pétrarque, mais également celle de Boccace, toutes deux considérées comme modèle et comme le plus haut exemple d’expression poétique jamais réalisé en italien. Bembo a proposé d’utiliser le langage utilisé par Pétrarque pour les œuvres en vers et celui de Giovanni Boccaccio pour les textes en prose.
La Prose della volgar lingua, qui traite de la composition des vers en détail, y compris la rime, le tempo, le son des mots, l’équilibre et la variété, a eu une influence décisive sur le développement de la langue italienne. Dans la théorie de Bembo, le placement spécifique des mots dans un poème, avec une attention particulière donnée à leurs consonnes et voyelles, leur musique, leur rythme, leur position dans les lignes longues et courtes, peut produire des émotions allant de la douceur et la grâce à la gravité. Cette œuvre a été d’une importance décisive dans le développement du madrigal italien, la forme musicale profane la plus célèbre du XVIe siècle, poèmes soigneusement construits qui ont constitué les principaux textes de la musique.
D’autres œuvres de Bembo comprennent une Histoire de Venise de 1487 à 1513 (parue en 1551), ainsi que des dialogues, des poèmes et des essais. Sa première œuvre Gli Asolani explique et recommande l’amour platonique, ce qui ne manque pas d’ironie lorsqu’on le replace dans le contexte de sa liaison avec Lucrèce Borgia, qui était, à l’époque, la bru de son employeur. Il y réaffirme et met en avant la perfection chrétienne de l’humanisme classique et réfute la tendance puritaine profane au gnosticisme dualiste, fort répandue à son époque, pour réconcilier la nature humaine déchue dans une transcendance cosmique platonicienne, où l’amour trinitaire réconciliateur jouerait un rôle d’intermédiaire:99. Ceux-ci ont été traduits en français par Jean Martin, sous le titre les Asolains, de la Nature d’amour, Paris, M. de Vascosan et G. Corrozet, 1547, in-8°.
En 1501, il a édité la Canzoniere di Petrarca et, en 1502, celle de la Divine Comédie de Dante, en étroite collaboration avec l’éditeur Alde Manuce. C'est la première fois que deux auteurs en langue vernaculaire faisaient l’objet d’études philologiques, jusque-là réservées exclusivement aux classiques anciens. Ces deux éditions forment la base de toutes les éditions ultérieures pendant au moins trois siècles. L’imprimeur et compositeur Andrea Antico, actif à Rome, a également été influencé par Bembo ; les premiers compositeurs de l’école vénitienne, comme Adrian Willaert, ont contribué à répandre ses théories parmi les compositeurs pendant cette période de changement rapide.

## Postérité
Le graveur Francesco Griffo a conçu, vers 1495, un caractère typographique pour l’imprimeur de Bologne Alde Manuce destiné à l’édition de De Aetna (it), Stanley Morison a dessiné, en 1929, la police d’écriture avec empattement Bembo, très populaire chez les imprimeurs de langue anglaise comme Penguin Books, Oxford University Press, Cambridge University Press, the National Gallery, Yale University Press ou Edward Tufte.
En littérature, Bembo figure comme personnage dans les Nuits facétieuses (1550-1553) de Straparole, puis négativement en 1901 dans les romans d'aventures anticléricaux Le Pont des Soupirs et Les Amants de Venise de Michel Zévaco, inspirés par le Comte de Monte-Cristo d’Alexandre Dumas. Mais il le fait périr de la vengeance du héros Roland Candiano, vers 1518. De ce fait et sans doute pour éviter les accusations éventuelles de diffamation, il le prive de son prénom : Pietro.
Au cinéma, Pietro Bembo est interprété par Guido Lazzarini (it) dans Lucrezia Borgia, film en noir et blanc italien réalisé par Hans Hinrich, sorti en 1940.

## Œuvres

Sogno, Giovanni e Gregorio de' Gregori, Venise, v. 1492-1494

- (la) De Aetna, Venise, Presses aldines, 1494.
- (it) Sogno, Venise, Giovanni e Gregorio de' Gregori, circa 1492-1494 (lire en ligne).
- (it) Prose della volgar lingua, Vinegia, Giouan Tacuino, septembre 1525 (lire en ligne).
- (it) Rerum venetarum libri 12, vol. 2, Venise, Domenico Lovisa, 1718 (lire en ligne).
- (it) Historia veneta, Venise, Francesco Hertzhauser, Libraio all'insegna della Roma Antica, 1729 (lire en ligne).
- (it) [Opere]. 1, Paris, Francesco Hertzhauser, Libraio all'insegna della Roma Antica, 1729 (lire en ligne).
- (it) [Opere. Lettere e carteggi], Venise, Francesco Hertzhauser, Libraio all'insegna della Roma Antica, 1729 (lire en ligne).
- (it) Rime, Bergame, Pietro Lancellotti, 1745 (lire en ligne).

## Bibliographie

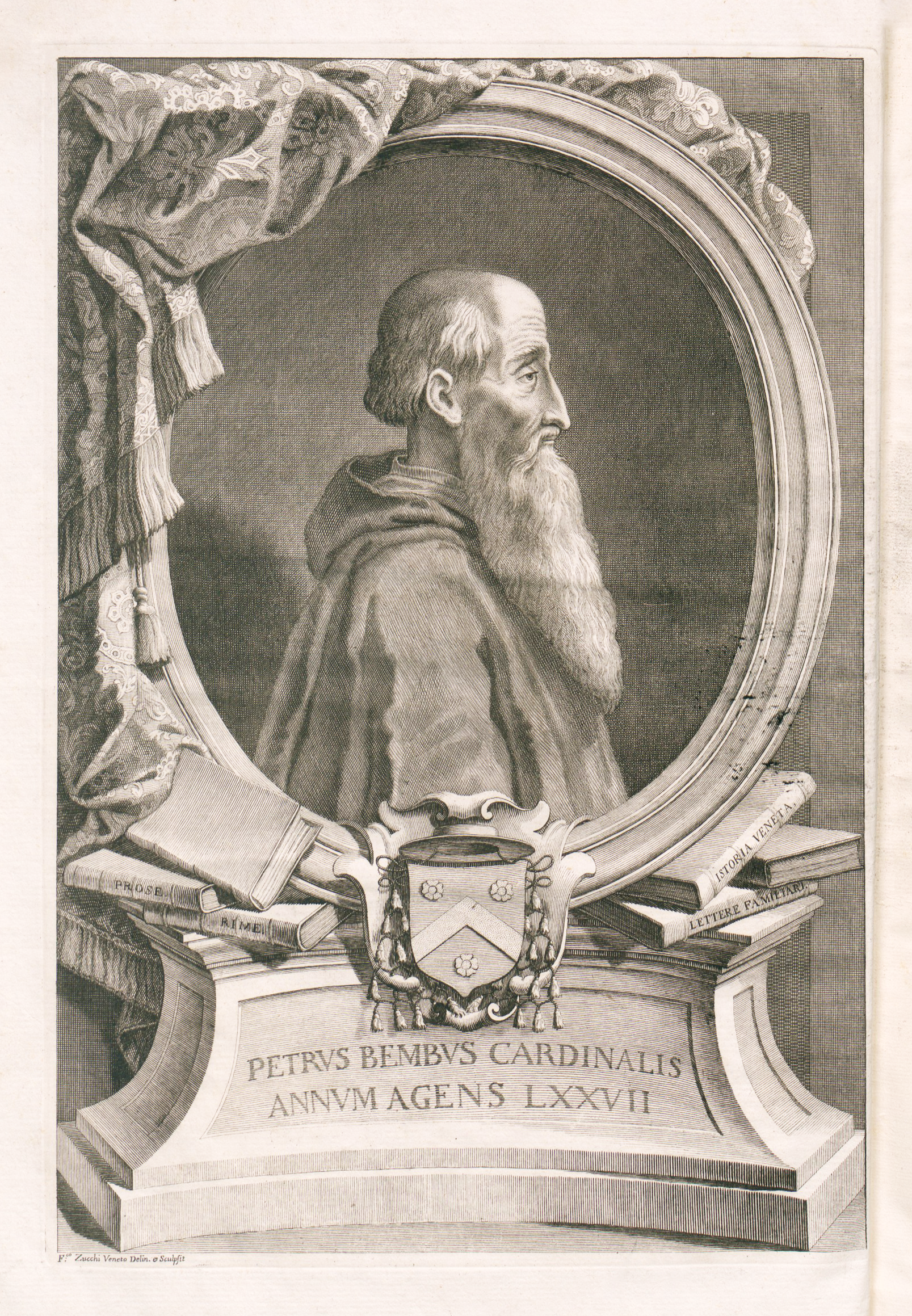
Pietro Bembo, Historia Veneta, 1729.